# Megarská škola
Megarská škola byla sokratovská škola, která dostala název podle města Megara, ležícího na korintské šíji nedaleko Atén. Jejím zakladatelem byl Eukleidés z Megary, jeden z nejoddanějších Sokratových žáků, který vytvořil syntézu eleatské a Sokratovské filozofie. Obhajoval jednotnost a neměnnost jsoucna a ztotožňoval ho s dobrem, bohem a rozumem. Ctnost je podle něj jen jedna a spočívá v poznání pravé povahy bytí. Podle vzoru Zenona z Eley Eukleides obhajoval své učení pomocí nepřímých důkazů.
Megarská škola měla značný vliv na vývoj antické logiky; její členové formulovali množství logických paradoxů. Většina těchto paradoxů je připisována Eubúlidovi z Milétu.